# ФК Борусия (Нойнкирхен)
Вижте пояснителната страница за други значения на Борусия.
Борусия Нойнкирхен (на немски: Borussia Neunkirchen) е немски футболен отбор от Нойнкирхен, Саарланд.
Основан е през 1907 г. от обединението от 1905 г. на „Борусия“ и СК „Нойникирхен“. Седалището на отбора е Elenfeldenstadion, с капацитет 23 000 зрители. Преди това е участвал в Бундеслигата 2 пъти.